# Догонадзе, Григорий Иванович
Григорий Иванович Догонадзе (1935, Ткибульский район, ССР Грузия) — бригадир проходчиков шахты имени Ленина треста «Ткибулуголь» Министерства угольной промышленности СССР, Ткибульский район, Грузинская ССР. Герой Социалистического Труда (1966).

## Биография
Родился в 1935 году в одном из населённых пунктов Ткибульского района. После окончания местной средней школы проходил срочную службу в Советской Армии. С середины 1950-х годов трудился шахтёром на угольной шахте имени Ленина треста «Ткибулуголь». В последующем был назначен бригадиром проходчиков.
Бригада под его руководством ежегодно показывала высокие трудовые результаты и занимала передовые позиции в социалистическом соревновании среди коллективов шахты. Соревновалась с бригадой Шота Викторовича Кублашвили. В 1965 году досрочно выполнила коллективное социалистическое соревнование и плановые задания Семилетки (1959—1965). Указом Президиума Верховного Совета СССР от 2 апреля 1966 года удостоен звания Героя Социалистического Труда за «достигнутые успехи в развитии сельского хозяйства, промышленности и науки Грузинской ССР» с вручением ордена Ленина и золотой медали «Серп и Молот» (№ 10907).
В последующем по состоянию здоровья перешёл на преподавательскую работу.
Проживал в Ткибульском районе.